# Comissão Histórica Nacional das Filipinas

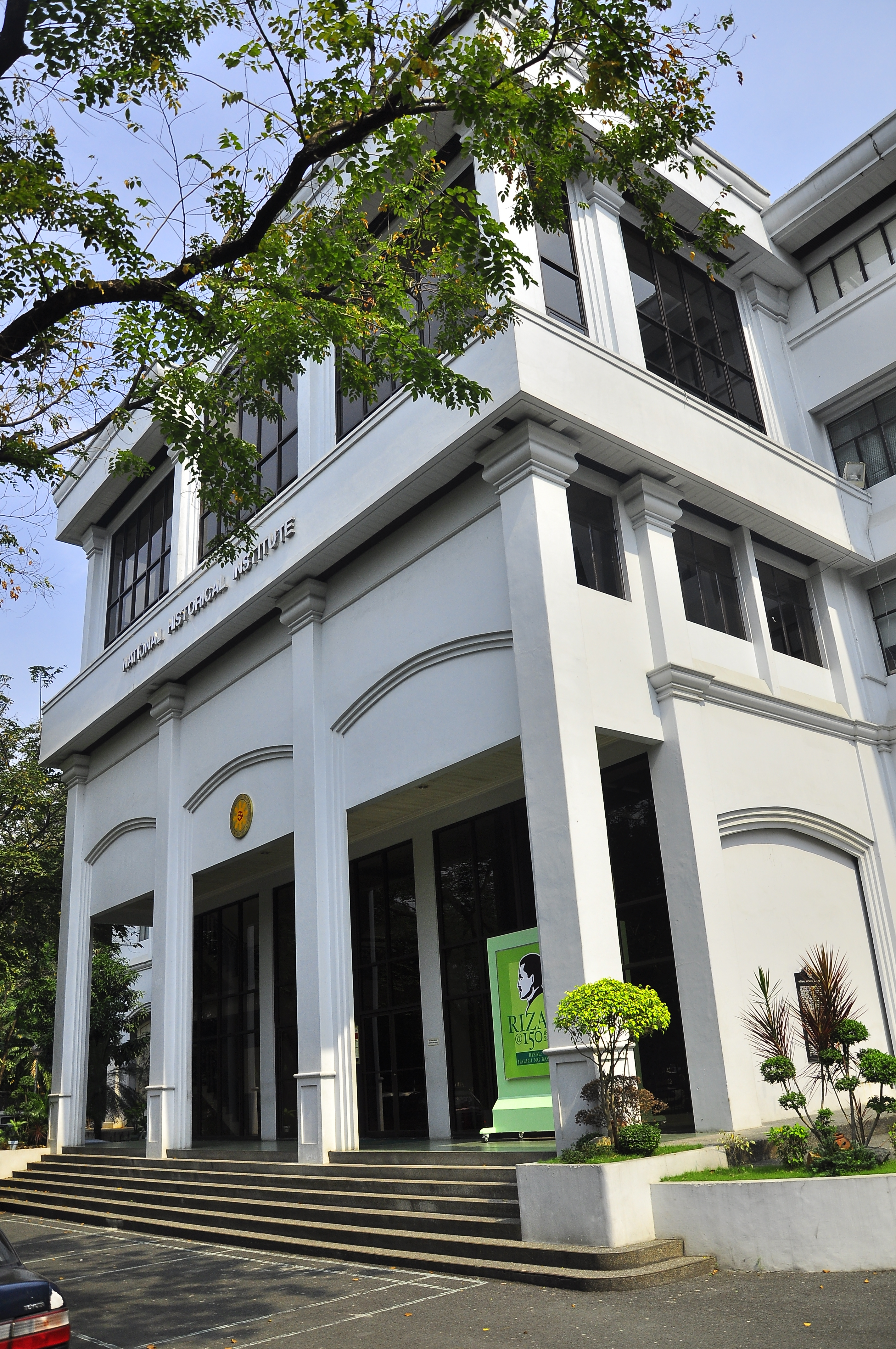
Prédio da Comissão

A Comissão Histórica Nacional das Filipinas faz parte do governo das Filipinas. Sua missão é "a promoção da história das Filipinas e do património cultural através da investigação, conservação, gestão, divulgação de sites e obras de heráldica."
A comissão enfatiza episódios de importância, tal como o Dia da Independência exaltando os combatentes pela liberdade. A celebração do Dia da Independência começa oficialmente em 28 de maio, "Dia da Bandeira", e culmina em 12 de junho. Mas foi após 12 de junho de 1898, que os filipinos entraram em uma guerra mais brutal conflito contra o Estados Unidos, em sua busca pela independência total.
As Filipinas já reconheceu o fato de que os Estados Unidos travaram uma guerra de agressão contra os filipinos, e realmente comemora batalhas, contra soldados dos EUA, fazendo heróis os soldados filipinos. Nas Filipinas lembra-se também dos massacres de civis filipinos por soldados dos EUA.
A Comissão nos dias de hoje foi criada em 1972 como parte da reorganização do governo após declaração da lei marcial pelo presidente Ferdinand Marcos, mas as raízes do instituto são de 1933.